# A Quien Quiera Escuchar
A Quien Quiera Escuchar je desáté studiové album portorického pop zpěváka-skladatele Rickyho Martina. Album bylo nahráno u Sony Music Latin. Vyšlo 10. února 2015.

## Seznam písní
Všechny písně napsal(i) produkoval(i) sám Ricky Martin a producent Julio Reyes Copello
1. Adiós
2. Disparo al corazon
3. Isla bella
4. Perdóname
5. Náufrago
6. La mordidita
7. Cuanto me acuerdo de ti
8. Mátame otra vez
9. Nada
10. A quien quiera escuchar

Hudbu složil(i) Julio Reyes Copello, texty napsal(i) Ricky Martin.
| Deluxe Edition | Deluxe Edition                     | Deluxe Edition                                                         | Deluxe Edition |
| Pořadí         | Název                              | Autor                                                                  | Délka          |
| -------------- | ---------------------------------- | ---------------------------------------------------------------------- | -------------- |
| 11.            | Náufrago (Acoustic version)        | Ricky Martin, Yotuel Romero, Antonio Rayo                              | 3:20           |
| 12.            | Mátame Otra Vez (Acoustic version) | Ricky Martin, Yotuel Romero, Beatriz Luengo, David Julca, Johnny Julca | 4:02           |
| 13.            | Nada (Dharmik version)             | Ricky Martin, Yotuel Romero, Beatriz Luengo, David Julca, Johnny Julca | 3:11           |
| Celková délka: | Celková délka:                     | Celková délka:                                                         | 48:04          |

| Target Deluxe Edition with Exclusive Bonus Tracks | Target Deluxe Edition with Exclusive Bonus Tracks               | Target Deluxe Edition with Exclusive Bonus Tracks                      | Target Deluxe Edition with Exclusive Bonus Tracks |
| Pořadí                                            | Název                                                           | Autor                                                                  | Délka                                             |
| ------------------------------------------------- | --------------------------------------------------------------- | ---------------------------------------------------------------------- | ------------------------------------------------- |
| 11.                                               | Náufrago (Acoustic version)                                     | Ricky Martin, Yotuel Romero, Antonio Rayo                              | 3:20                                              |
| 12.                                               | Mátame Otra Vez (Acoustic version)                              | Ricky Martin, Yotuel Romero, Beatriz Luengo, David Julca, Johnny Julca | 4:02                                              |
| 13.                                               | Nada (Dharmik version)                                          | Ricky Martin, Yotuel Romero, Beatriz Luengo, David Julca, Johnny Julca | 3:11                                              |
| 14.                                               | Te Extraño, Te Olvido, Te Amo (Live version)                    |                                                                        |                                                   |
| 15.                                               | Y Todo Queda en Nada/Fuego de Noche, Nieve de Día (Live medley) |                                                                        |                                                   |
| 16.                                               | A Medio Vivir (Live version)                                    | Franco de Vita                                                         |                                                   |

## O Albu
Předchozí studiové španělské album vyšlo v roce 2011 pojmenované Música + Alma + Sexo, album debutovalo na nejvyšší třetí příčce žebříčku Billboard 200 jakožto španělský nazpívané. Získalo v latinské oblasti Billboardu certifikaci platinová deska, pří prodeji u latinských alb se certifikují alba platinovou deskou již u prodaných 100 000 kusech.
Materiál pro album byl zaznamenáván v Austrálii, Portoriko, Los Angeles a v městě Mexiko.
Na konci prosince 2014 přes sociální sítě, ve videu, uveřejnil název přepravovaného alba, pojmenované "A Quien Quiera Escuchar", a že bude vydáno 10. února 2015. Promluvil o albu "Budeme mít Velmi zajímavý rok plný hudby, párty a romantické časy ". V dalším videu se představil seznam skladeb pro záznam při psaní názvy písní na papíře.
- Pilotní singl "Adiós", byl poprvé hrán 22. září 2014 a 23. září vydaný digitálně ve třech verzích španělská, anglická a anglofrancouzská.
- Druhý singl byl vydán 12. ledna 2015 a byla jím píseň "Disparo al Corazón".
- Třetí singl, "La Mordidita", byl vydán 21. dubna 2015, píseň zahrnuje účast kubánského zpěváka Yotuel. Videoklip, byl poprvé promítán 12. června 2015 v televizním zpravodajském pořadu Primer Impacto vysílán od televizní sítě Univision španělského jazyka. O hodinu později byl propuštěn ve Vevo neboli na YouTube. Režie se ujal kolumbijský režisér Simón Brand, videoklip se natáčel kolumbijském městě Cartegena.

## Po vydání
| Rok  | Žebříček          | Pozice |
| ---- | ----------------- | ------ |
| 2015 | Australian Albums | 76     |

| Rok  | Žebříček                  | Pozice |
| ---- | ------------------------- | ------ |
| 2015 | Belgian Albums (Flanders) | 124    |
| 2015 | Belgian Albums (Wallonia) | 97     |

| Rok  | Žebříček       | Pozice |
| ---- | -------------- | ------ |
| 2015 | Italian Albums | 65     |

| Rok  | Žebříček         | Pozice |
| ---- | ---------------- | ------ |
| 2015 | Billboard 200    | 20     |
| 2015 | Top Latin Albums | 1      |
| 2015 | Latin Pop Albums | 1      |

| Rok  | Žebříček       | Pozice |
| ---- | -------------- | ------ |
| 2015 | Spanish Albums | 3      |